# Straža (gmina Cerkno)
Straža – wieś w Słowenii, w gminie Cerkno. W 2018 roku liczyła 117 mieszkańców.